# Надеш (Тіміш)
Надеш (рум. Nadăș) — село у повіті Тіміш в Румунії. Адміністративно підпорядковане місту Рекаш.
Село розташоване на відстані 392 км на північний захід від Бухареста, 29 км на північний схід від Тімішоари.